# Jan Theunisz. Blanckerhoff
Jan Theunisz. Blanckerhoff (Alkmaar, 10 januari 1628 - Amsterdam, 2 oktober 1669) was een 17e-eeuwse  kunstschilder die voornamelijk bekend werd door het uitbeelden van marines.

## Biografie
Jan Theunisz. Blanckerhoff werd geboren in Alkmaar. In 1640 werd hij als leerling lid van het Sint-Lucasgilde in Alkmaar. Hij was leerling van de Alkmaarse schilders Arent Teerling, Pieter Scheyenburg en Cesar van Everdingen. De laatste stimuleerde hem tot het maken van een Grand tour. Hij werd in Rome lid van de Bentvueghels waar hij de bijnaam 'Jan Maat' (of 'Jan Maet') kreeg.
In 1649 werd hij meesterschilder in het Alkmaarse Sint-Lucasgilde. Hij was getrouwd met Catherine van Wyck en het echtpaar had twee kinderen.

## Werken
Aanvankelijk schilderde Blanckerhoff landschappen, later voornamelijk marines. In opdracht van de Admiraliteit heeft hij tijdens de oorlog met Engeland verschillende zeeslagen op het linnen vastgelegd. Een schilderij voorstellende de slag op de Zuiderzee is nog te bewonderen in de Ceciliakapel van het Statenlogement te Hoorn. De opdracht werd in 1663 verleend, het werk was na 5 jaar voltooid, en door Johannes Kinnema van een indrukwekkende houtgestoken schilderijlijst voorzien. Sommige van zijn werken zijn wel ten onrechte toegeschreven aan Jacob van Ruisdael.
Aernout Smit was een leerling van Blanckerhoff.

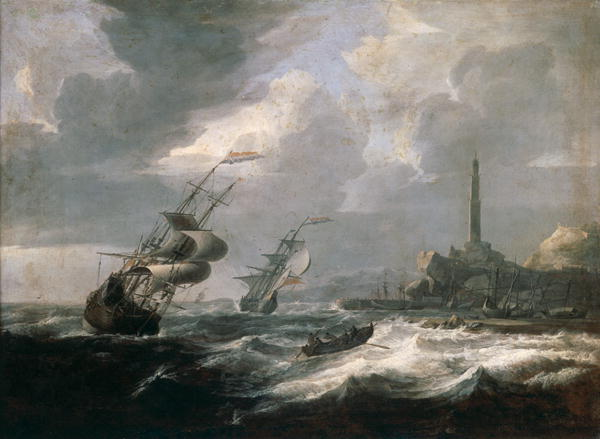
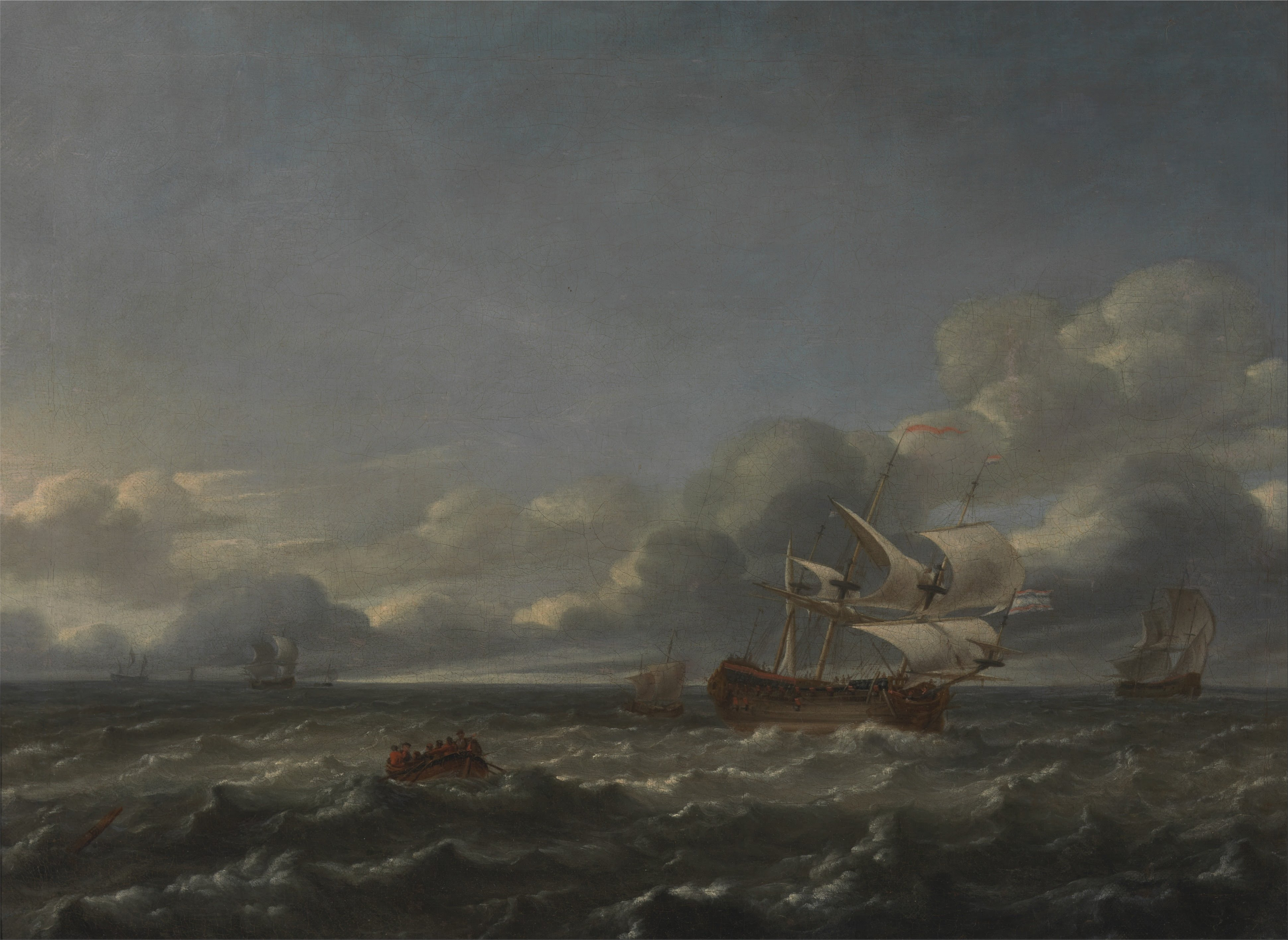

- Biografisch Portaal: 02407983
- Digitale Bibliotheek voor de Nederlandse Letteren: blan024
- Gemeinsame Normdatei: 1221019198
- International Standard Name Identifier: 0000 0000 6705 440X
- KulturNav: 236f2bbb-9eba-4b82-aa90-0a75c8132c24
- Library of Congress Control Number: nr91043033
- Nederlandse Thesaurus van Auteursnamen: 137181817
- RKD-Nederlands Instituut voor Kunstgeschiedenis: 8890
- Union List of Artist Names: 500019017
- Virtual International Authority File: 31856046
- WorldCat: E39PBJqBrDgYbyYRfmtykj9CcP